# Bus Barinas
El Sistema de Transporte Masivo de Barinas o simplemente Bus Barinas, es un sistema de transporte masivo del Estado Barinas de Venezuela, especialmente en las ciudades de Barinas, Barinitas, Obispos, San Silvestre Sabaneta y Canagua. Es de tipo BTR. Fue inaugurado el 11 de marzo de 2013, en manos del gobierno del Presidente Nicolás Maduro y del gobernador Adán Chávez como parte de la Misión Transporte, entró en operación al día siguiente con tres rutas (001-002-003). Posteriormente fueron agregadas las nuevas rutas (004-005-006-007-008A-008B-009). 
Bus Barinas cuenta con una estación central ubicada en la gerencia de transporte de Barinas (Intravial) ubicada cerca del Aerouerto de Barinas, ubicado en el Sector Codazzi, donde se encuentra el patio de unidades y talleres y desde donde salen todas las líneas y se hacen los cambios de turno.

## Rutas
- 001: Cantv (Partida), Av.23 de Enero, Elevado La Federación, Unellez, Avenida Los Andes, C.C Cima, Traki, Locatel, Los Pinos, Elevado Ciudad Varyná, Ciudad Tavacare Sector C. (2013)

- 002A: Cantv (Partida) Av.Cuatricentenaria, Terminal de Pasajeros, Sanidad, Makro, Destacamento, Parque Los Mangos, Tránsito, Tribunales, Zona Industrial, Vengas, Redoma Industrial, Troncal 5, Fuerte Tavacare, Conscripto, Los Pinos, Ciudad Varyná (2013)

- 002B: Cantv (Partida), Av.23 de Enero, Elevado La Federación, Unellez, Avenida Los Andes, C.C Cima, Traki, Locatel, Los Pinos, Ciudad Varyná, Las Cumbres. (2020)

- 003A: Banco Mercantil (Partida), Avenida Cruz Paredes, Av.Andrés Varela, Av.Agustín Codazzi, La Concordia, Materno Infantil, CICPC, Fundación del Niño, La Cardenera, Francisco de Miranda, Punta Gorda. (2013, dividida en 2017)

- 003 B: Av.Cruz Paredes (Partida),Centro, Paseo Los Trujillanos, Av.Carabobo, Av.Industrial, Redoma Industrial, Av.Intercomunal Rafael Rocha, Guanapa, La Paz, Tierra Blanca, Buena Vista, Quebrada Seca, Parángula, Terrazas de Santo Domingo.(2013, dividida en 2017)

- 003 C (Contingencia): Mismo recorrido que 3B, finaliza en Quebrada Seca. Es aplicada en plan de contingencia en horas pico desde 2018.

- 004 AV.ANDRES VARELA-AV.CRUZ PAREDES-AV.SUCRE-AEROPUERTO-AV.ADONAYS PARRA-DON SAMUEL-AV.NUEVA BARINAS-LA ROSALEDA-LOS LIRIOS-RAUL LEONI-LAS PALMAS-DOMINGA ORTIZ-LA HORMIGA-MI JARDIN. (2014)

- 005 LLANO ALTO-LA CASTELLANA-BARRIO NUEVO-ALTAMIRA-NEGRO PRIMERO-GOBERNACION-AV.CARABOBO-LOS POZONES-AV.ROMULO GALLEGOS-CINQUEÑA III-AV.GUACAIPURO-FLORESTA-AV.ADONAYS PARRA-AEROPUERTO-AV.SUCRE-AV.CRUZ PAREDES-AV.ANDRES VARELA-CENTRO-ESTADIO LA CAROLINA. (2015)

- 006 CENTRO-AV.ANDRES VARELA-AV.CRUZ PAREDES-AV.CARABOBO-AV.RIBEREÑA-REDOMA-AUTOPISTA-LOS GUASIMITOS-OBISPOS-BORBURATA. (2015)

- 007 CENTRO-AV.ANDRES VARELA-AV.CRUZ PAREDES-AV.SUCRE-AEROPUERTO-AV.ADONAYS PARRA-CIUDAD DEPORTIVA-AV.BLONBAL LOPEZ-CLINICA VARYNA-AV.LOS ANDES-CIMA-DORADO-TRAKI-LOCATEL-TRONCAL 5-LA CARAUCA-EL COROZO-LA MULA-EL PAGUEY-LA VIZCANIZA-CAMIRI. (2015)

- 008A CENTRO-AV.CRUZ PAREDES-PASEO LOS TRUJILLANOS-AV.ROMULO GALLEGOS-AV.INDUSTRIAL-REDOMA-CARRETERA VIEJA-CAMPO ALEGRE-SAN JOSE OBRERO-LA YUCA-GUAYABITAS-BARRANCAS. (2015)

- 008B CENTRO-AV.CRUZ PAREDES-PASEO LOS TRUJILLANOS-AV.ROMULO GALLEGOS-AV.INDUSTRIAL-REDOMA-AUTOPITSA-TERMINAL DE BARRANCAS-SABANETA. (2015)

- 009 CENTRO-AV.OLIMPICA-CALLE APURE-AV.CHUPA CHUPA-AV.CODAZZI-Y DE TORUNOS-SAN SILVESTRE-CANAGUA. (2016)

- 010 Santa Inés

- 011 Santa Lucía

- 012 Barinitas

## Horario
001-002-003-004-005. DE LUNES A VIERNES. 05.30AM-20.00PM.--
001-002-003-004-005. DE SÁBADOS Y FERIADOS. 07.00AM-19.00PM.--
006-007-008A-008B. DE LUNES A VIERNES. 05.30AM-19.00PM.--
006-007-008A-008B. DE SÁBADOS Y FERIADOS. 07.00AM-18.00PM.--
009. DE LUNES A VIERNES. 05.30AM-18.00PM.--
009. DE SÁBADOS Y FERIADOS. 07.00AM-17.30PM.--

## Frecuencia
LINEAS URBANAS. 001-002-003-004-005. 15MTS EN PROMEDIO.--
LINEAS SUB URBANA. 006-007. 50MTS EN PROMEDIO.--
LINEAS INTER URBANAS. 008A-008B. 30MTS EN PROMEDIO.--
LINEAS INTER URBANAS. 009. 75MTS EN PROMEDIO.--

## Normativa
1. Al ingresar a las unidades, debes realizarlo por la puerta delantera, y el desembargo por la puerta posterior.
2. Los asientos de color azul es de uso preferencial. Si no hay disponible, se le deberá uno de color amarillo.
3. El área de sillas de rueda posee asiento que puedes utilizar y al subir un usuario con silla de rueda a la unidad lo tendrás que desocupar.
4. Espera la unidad asignada a tu ruta en las paradas asignadas, y haz tu cola para el ingreso fácil y ordenado.
5. Dentro de la unidad no puede consumir alimentos ni bebidas, tampoco lleven mascotas ni carga pesada o de volumen grande.
6. Utiliza audífonos para escuchar tu música.
7. Está prohibido abrir las ventanillas de las unidades de transporte, ya que ocasiona fallas en el sistema de refrigeración (aire acondicionado del sistema).
8. Nuestras unidades poseen rastreo satelital durante todo el viaje junto con cámaras que graban todas las acciones que los usuarios realizan para la seguridad garantizada de los usuarios.
9. No rayar los autobuses ni las paradas.
10. Movilízate al final de la unidad y crea doble fila para que más usuarios puedan ingresar a las unidades.